# Falcon (Automarke)

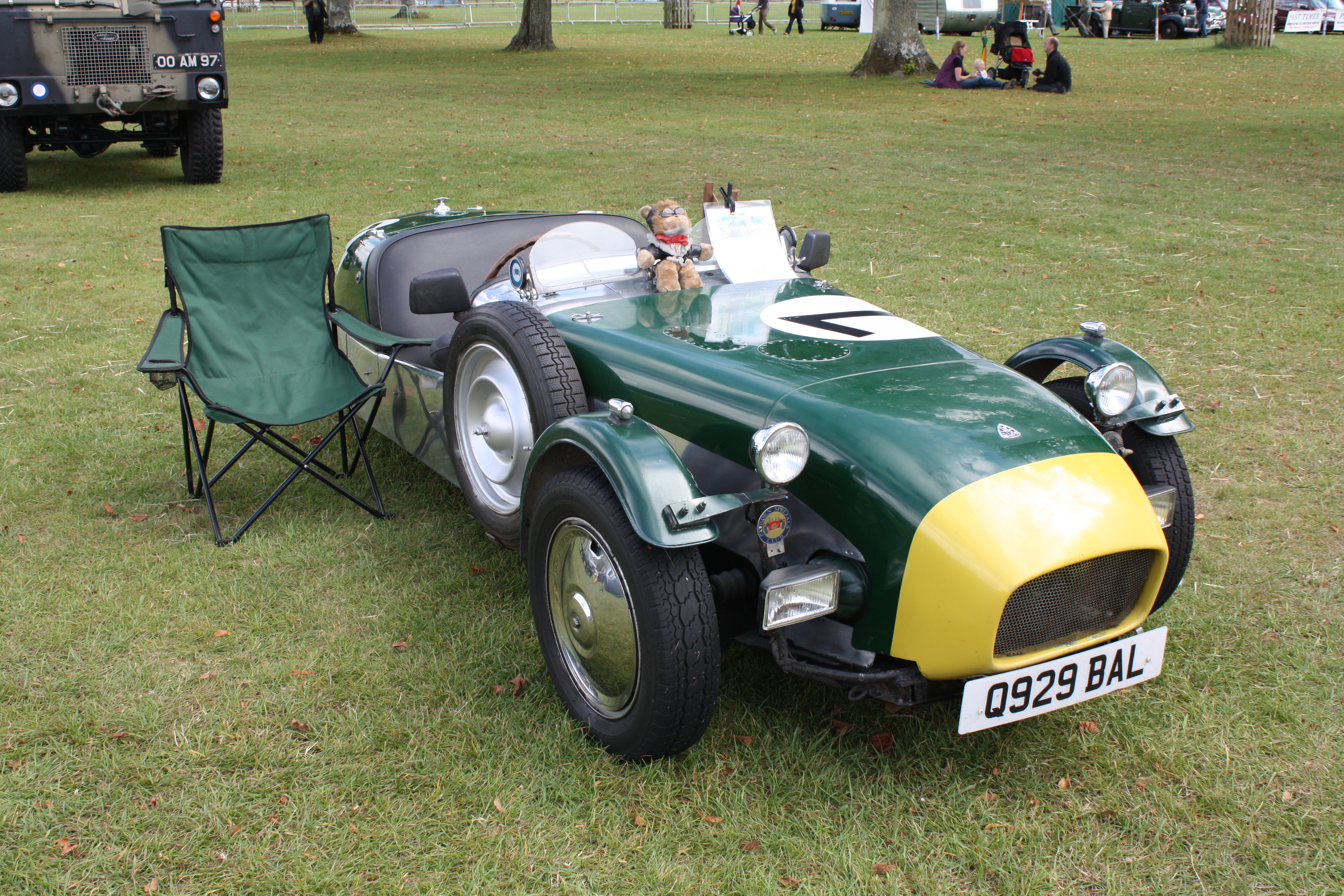
Falcon LX3

Falcon war eine britische Automarke.

## Markengeschichte
Peter Bird, der zuvor für Stevens Cars und Lomax Motor Company tätig war, gründete 1982 das Unternehmen Falcon Design in Birmingham. Er begann mit der Produktion von Automobilen und Kits. Der Markenname lautete Falcon. Von 1987 bis 1990 war der Unternehmenssitz in Rugby in Warwickshire, als Tony Hoderin das Unternehmen leitete. Von 1990 bis 1993 stand es wieder unter Leitung von Peter Bird, und der Sitz war in Stratford-upon-Avon in Warwickshire. Michael James Cooper und Paula Ashleigh Morris von Frome 2 CV Centre aus Frome in Somerset setzten die Produktion fort. 2001 kam es unter ihrer Leitung zur Umfirmierung in Falcon Cars Limited und zum Umzug nach Cranwell in Lincolnshire. 2002 endete die Produktion. Insgesamt entstanden etwa 292 Exemplare.
Es bestand keine Verbindung zu Falcon Cars, die zwischen 1958 und 1964 tätig waren und den gleichen Markennamen verwendeten.

## Fahrzeuge
Der Chase von 1982 und der ähnliche Quarry von 1983 blieben Prototypen. Der Quarry war so etwas wie ein Sandbahnrennwagen als Pick-up. Die Modelle basierten entweder auf dem Citroën 2CV oder dem VW Käfer.
Der Sports stand von 1984 bis 2002 im Sortiment. Dies war ein kleiner Sportwagen im Stile des Lotus Seven. Die Basis bildete das Fahrgestell des Citroën 2CV. Insgesamt entstanden etwa 230 Exemplare.
Der LX 3 war ein Dreirad mit einzelnem Hinterrad auf der gleichen Basis. Er erschien entweder 1984 oder 1986. Von diesem Modell entstanden etwa 60 Exemplare.